# 相馬町
相馬町（そうままち）は、茨城県北相馬郡にかつて存在した町である。現在の取手市北東部に位置している。

## 沿革
- 1889年（明治22年）4月1日 - 町村制施行に伴い、藤代宿・小浮気村・谷中村・椚木村・宮和田村・宮和田新田が合併し北相馬郡相馬町が発足。
- 1955年（昭和30年）2月21日 - 六郷村、高須村の大部分、山王村、筑波郡久賀村の一部と合併し、藤代町となる。 同日相馬町廃止。

## 災害
- 1950年（昭和25年）8月2日 - 隣接する高須村神浦地先で小貝川の堤防が決壊。近隣の六町村を含めて水没した。地域の被災者は25000人[1]。